# Divisione di Shahdol
La divisione di Shahdol è una divisione dello stato federato indiano del Madhya Pradesh, di 3 335 066 abitanti. Il suo capoluogo è Shahdol.
La divisione di Shahdol è stata costituita il 14 giugno 2008 e comprende i distretti di Anuppur, Dindori, Shahdol e Umaria; in precedenza il distretto di Dindori faceva parte della divisione di Jabalpur, gli altri della divisione di Rewa.